# برسية متموجة
برسية متموجة (الاسم العلمي:Gnaphalium undulatum) هي نوع من النباتات تتبع جنس البرسية من الفصيلة النجمية.